# Alphonse Ier (roi des Asturies)
Pour les articles homonymes, voir Alphonse Ier et Alphonse des Asturies.
Alphonse Ier des Asturies dit Alphonse le Catholique (né en 693 ou en 695 - mort à Cangas de Onis en 757), est roi des Asturies de 739 à 757.

## Famille
Alphonse Ier des Asturies est le fils de Pierre, duc de Cantabrie et descendant, selon des chroniques postérieures peu fiables, du roi wisigoth Récarède (586-601), grand propriétaire foncier en Cantabrie et premier monarque « espagnol » catholique. Dans un document daté de 760, Alphonse est présenté par l'évêque Odoarius comme étant de souche royale : de stirpe regis Recaredi et Ermenegildi.
Mais selon certains historiens, « la généalogie remontant à la noblesse visigothique attribuée à Alphonse procède d'une aspiration de caractère politique, à partir du IXe siècle, à rattacher les nouveaux rois (asturiens) à la prestigieuse monarchie tolédane ». Alphonse Ier est le troisième roi des Asturies (après Pélage et son fils Favila qui régna deux ans), mais c'est le premier dont le règne soit documenté en dehors des soi-disant faits d'armes de Pélage qui appartiennent plutôt à la légende.

## Biographie

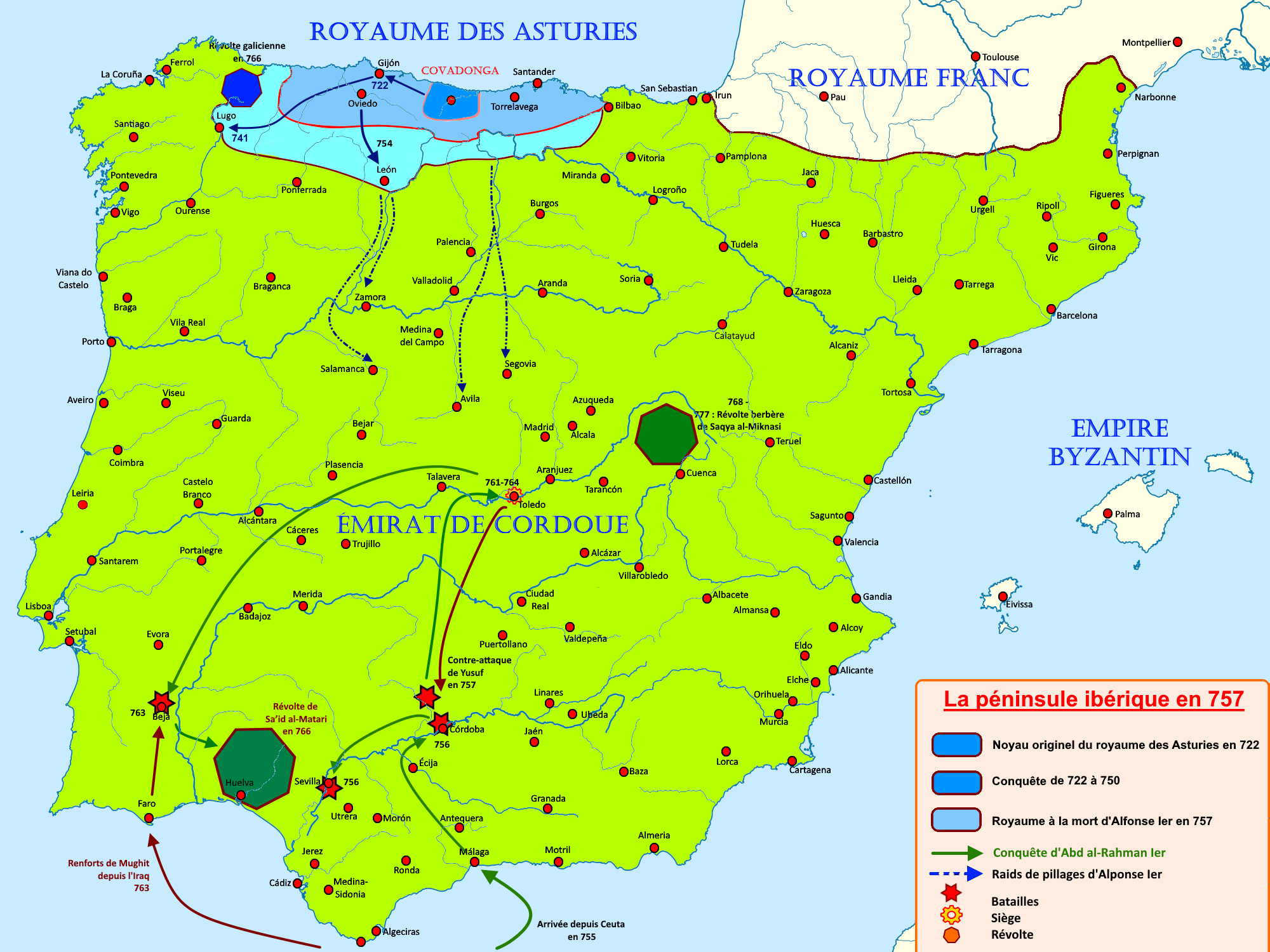
Royaume en 757.

Selon les deux versions (Rotense et ad Sebastianum) de la Chronique d'Alphonse III, Alphonse vient s'installer dans sa jeunesse à la cour royale de Cangas de Onis, durant le règne de Pélage le Conquérant (718-737). Il devient plus tard comme son père, duc de Cantabrie, et épouse la fille de Pélage, Ermesinde.
Bien qu'ils exercent le pouvoir dans les Asturies, ni Pélage (718-737) ni son fils et successeur Favila (737-739) n'ont porté le titre de roi. Succédant à Favila, Alphonse se proclame roi des Asturiesen fusionnant le royaume des Asturies récemment libéré de l'occupation musulmane avec le Duché de Cantabrie qui avait trouvé refuge dans le comté de Liébana après la destruction d'Amaya en 714.
Avec lui commence vraiment le processus de reconquête de la péninsule Ibérique, amorcé par Pélage le Conquérant. Alphonse profite des dissensions au sein du camp musulman consécutives à la bataille de Poitiers de 732 ; il annexe la Galice en 740, le León en 754, et parvient même jusqu'à La Rioja, mais il ne réussit pas à en organiser le repeuplement.
Durant ses campagnes de reconquête, les cités et villages se vident parce que leurs habitants se réfugient dans les terres plus sûres du nord. Ces faits entraînent deux conséquences :
- l'apparition du « Désert du Douro », dans la zone comprise entre le fleuve Douro et la Cordillère Cantabrique. Elle est maintenue pratiquement déserte, afin de rendre difficile une remontée des musulmans vers le nord. La repopulation de la zone ne débutera que près d'un siècle plus tard ;
- l'augmentation de la population sur le versant nord de la Cordillère, dans la Cantabrie et les Asturies.

## AlphonseIerdes Asturies selon la Chronique d'AlphonseIII
« Après la mort de Favila, Alphonse lui succéda sur le trône, personnalité de grande valeur, fils du duc Pierre, descendant en droite ligne des rois Léovigild et Recarède ; à l’époque d’Égica et de Wittiza, il avait été chef de l’armée. Par la grâce de Dieu, il prit le sceptre du royaume. Il réussit maintes fois à contenir l’audace des Arabes. Jusqu’à quel point il fut un homme doté de la grâce, de valeur et d’autorité, les faits suivants vont le faire savoir : conjointement avec son frère Froïla, il fit de nombreuses guerres contre les Sarrasins, s’empara de nombreuses cités auparavant opprimées par eux, à savoir, Lugo, Tuy, Porto, Braga la métropolitaine, Viseu, Chaves, Agata, Ledesma, Salamanque, Zamora, Avila, Ségovie, Astorga, León, Saldania, Mave, Amaya, Simancas, Oca, Velegia Alabense, Miranda, Revenga, Carbonera, Abeica, Briones, Cenicero, Alesanco, Osma, Clunia, Arganza, Sepulveda et tous les forts, leurs villages et bourgades ; faisant mettre à mort tous les Arabes occupant les cités indiquées ci-dessus, il emmena avec lui vers la patrie les chrétiens… Le susnommé Alphonse fut très magnanime, sans offenser Dieu ni l’Église, il mena une vie exemplaire. Il fit construire et restaura diverses basiliques. Il régna dix-huit ans et termina heureusement sa vie en paix. »
— Chronique d'Alphonse III.

## Descendance
De son mariage avec Ermesinda, sont nés :
- Froïla (vers 740-768), son successeur ;
- Viremar, assassiné vers 767 ;
- Audesinde, mariée à Silo, autre roi des Asturies ;
- Un fils (?), père de Népotien, roi des Asturies en 842.

Il a également un fils illégitime Mauregat, lui aussi roi des Asturies.

### Sources primaires
- Chronique d'Alphonse III dite ad Sebastianum (lire en ligne).
- Chronique d'Alphonse III dite Rotense.